# Claudi Tarragó i Borràs

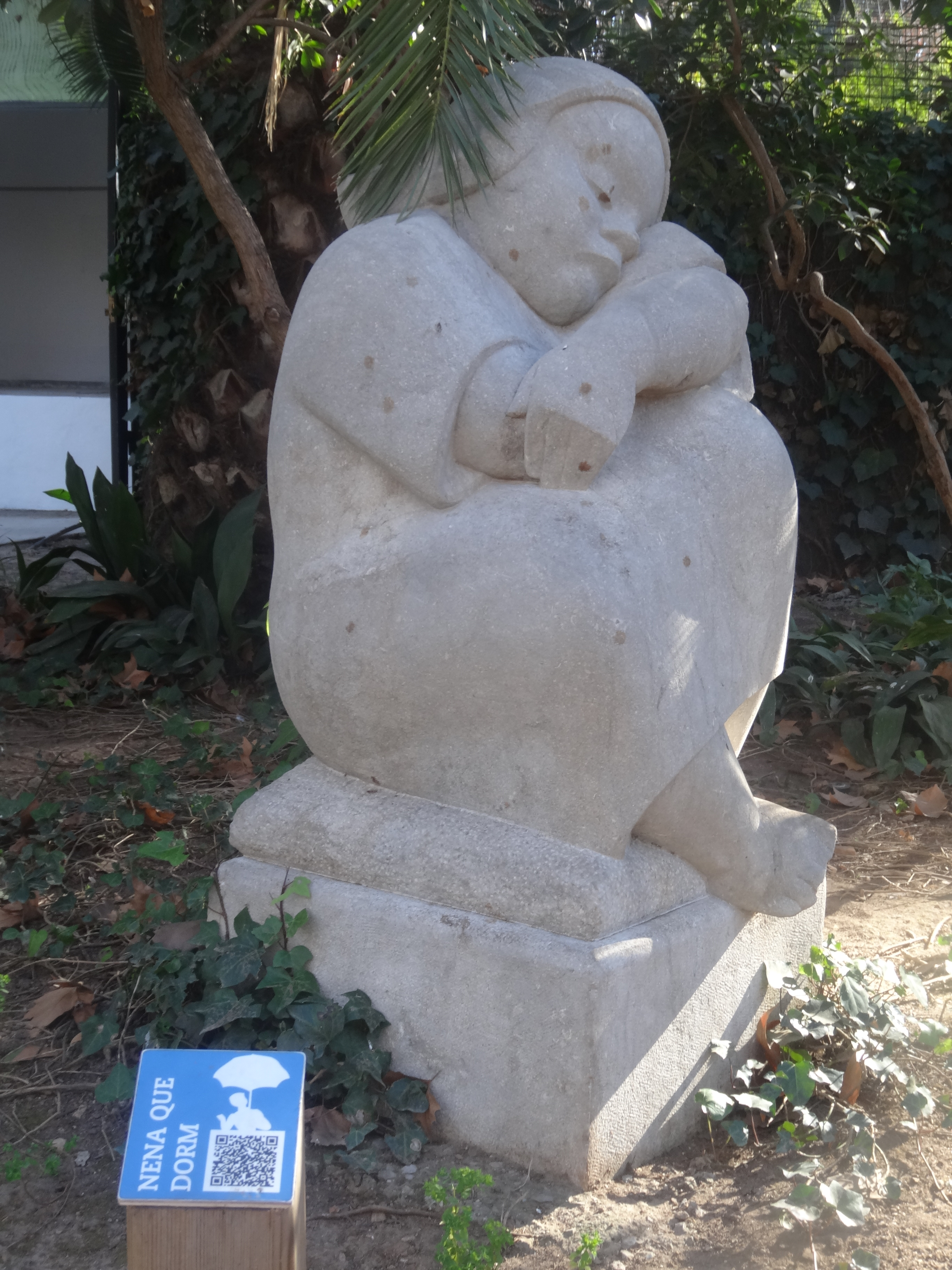
Nena que dorm, escultura exposada al zoo del Parc de la Ciutadella de Barcelona

Claudi Tarragó i Borràs (Vilalba dels Arcs 1901- Xile 1986) va ser un escultor català.
Emprengué l'exili el 1939 i després de passar per l'Argentina, s'establí a Xile, on es guanyà la vida en la indústria del moble. Reprengué la seva faceta artística com a escultor i exposà en diverses ocasiona a Catalunya, on restaren diverses obres seves.